# Winifred Hervey
Winifred Celeste Hervey (Waltham, 14 de maio de 1955) é uma produtora de televisão e roteirista estadunidense. Ela às vezes é creditada como Winifred Hervey Stallworth.

## Biografia

### Carreira
Formada pela Loyola Marymount University, Hervey começou sua carreira nos anos 1970 como redatora da The Garry Marshall Company, onde escreveu para os seriados Mork & Mindy e The New Odd Couple. Durante a década de 1980, ela escreveu episódios de Benson e The Cosby Show. Ela também escreveu episódios de The Golden Girls, onde também atuou como co-produtora. Em 1987, ela ganhou um prêmio Emmy de Melhor Série de Comédia enquanto trabalhava na série.
Na década de 1990, ela foi produtora executiva e escreveu para The Fresh Prince of Bel-Air e In the House. Em 1996, ela criou, foi produtora executiva e redatora-chefe do The Steve Harvey Show. A série ganhou três prêmios NAACP Image de Melhor Série de Comédia em 2001, 2002 e 2003. Em 2002 ela produziu e escreveu seis episódios da série Half &amp; Half da UPN, pelo qual foi indicada ao prêmio BET Comedy. Em 2004, ela foi a primeira negra a receber o  Hills Older American of the Year award.

## Prêmios e indicações
| Ano  | Prêmio            | Resultado | Categoria                                     | Series           | Notas |
| ---- | ----------------- | --------- | --------------------------------------------- | ---------------- | --- |
| 1987 | Emmy Awards       | Ganhou    | Excelente série de comédia                    | The Golden Girls | Compartilhado com Barry Fanaro, Terry Grossman, Susan Harris, Mort Nathan, Kathy Speer, Tony Thomas, Marsha Posner Williams e Paul Junger Witt |
| 1988 | Emmy Awards       | Nomeada   | Excelente série de comédia                    | The Golden Girls | Compartilhado com Jeffrey Ferro, Barry Fanaro, Terry Grossman, Susan Harris, Mort Nathan, Kathy Speer, Tony Thomas, Marsha Posner Williams, Fredric Weiss e Paul Junger Witt                                                                                       |
| 2005 | BET Comedy Awards | Nomeada   | Redação excepcional para uma série de comédia | Metade metade    | Compartilhado com Yvette Lee Bowser, Michaela Feeley, Bill Fuller, Heather MacGillvray, Linda Mathious, David M. Matthews, David L. Moses, Temple Northup, Jim Pond, Beth Seriff, Geoff Tarson, Carla Banks-Waddles, Chauncey B. Raglin- Washington e Jamie Wooten |